# Sonate K. 55
Pour les articles homonymes, voir K55.
La sonate K. 55 (F.13/L.335) en sol majeur est une œuvre pour clavier du compositeur italien Domenico Scarlatti.

## Présentation
La sonate K. 55 en sol majeur est notée Allegro dans le manuscrit de Venise, mais Presto à Parme. Les fins de chaque section sont à rapprocher de celles de la sonate K. 7, « un des rares exemples où Scarlatti se répète ».

## Manuscrits
Le manuscrit principal est le numéro 13 du volume XIV de Venise (1742), copié pour Maria Barbara ; les autres sources manuscrites sont Parme III 1, Münster III 67 et Vienne F 15.

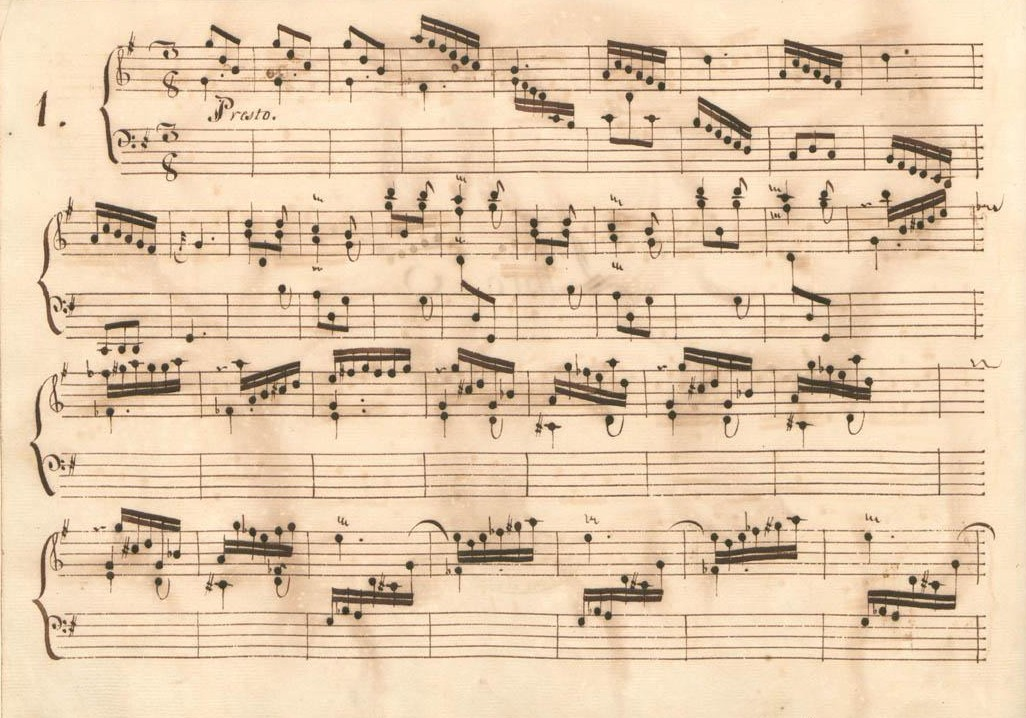
Parme III 1.
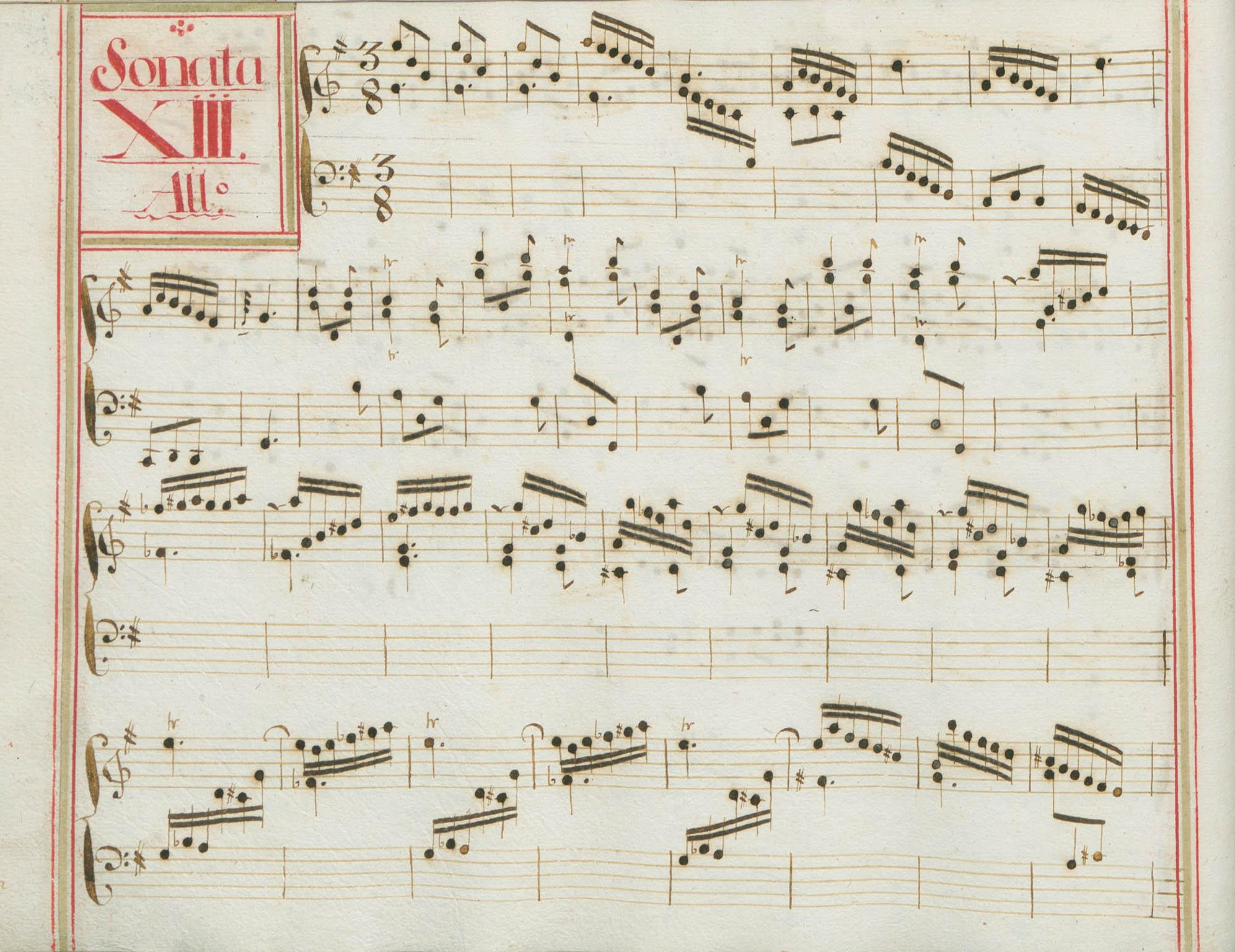
Venise XIV 13.
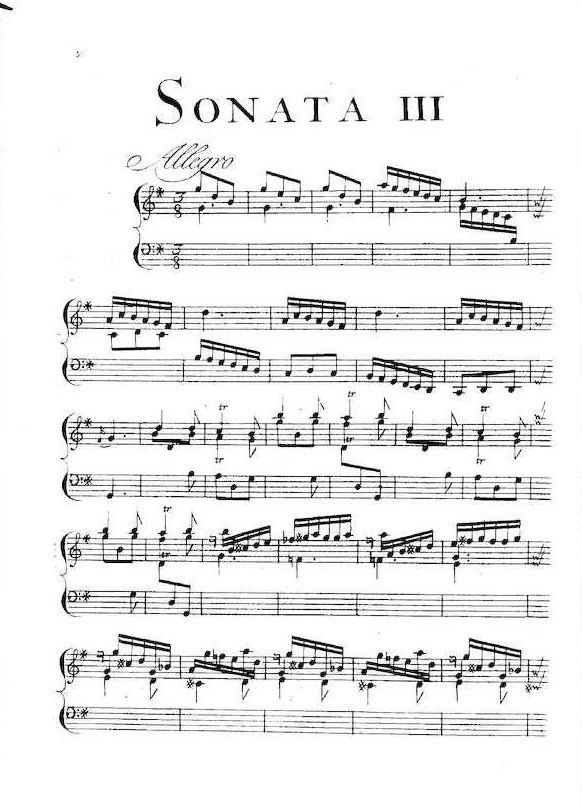
Édition Londres, 1752.

## Interprètes
La sonate K. 55 est interprétée au piano notamment par Vladimir Horowitz (concerts 1967 et 1968, Sony), Carlo Grante (2009, Music & Arts, vol. 2) et  Marcela Roggeri (2006, Transart) ; au clavecin Scott Ross (1985, Erato), Richard Lester (2005, Nimbus, vol. 5), Pieter-Jan Belder (Brilliant Classics), Francesco Cera (2013, Tactus, vol. 1) et Olivier Beaumont (2022, Encelade).
Christian Zacharias en donne à lui seul une vingtaine de versions interprétées entre 1973 et 1994 lors de rappels de concerts, un peu partout en Europe, issues d'archives radiophoniques (EMI).